# Léon d'Hervey de Saint-Denys
Marie-Jean-Léon Lecoq, Nam tước d'Hervey de Juchereau, Hầu tước d'Hervey de Saint-Denys (tiếng Trung: 德理文; Hán-Việt: Đức Lý Văn; bính âm: Dé Lǐwén; ngày 6 tháng 5 năm 1822 – ngày 2 tháng 11 năm 1892) là một nhà Hán học và mộng học người Pháp, nổi tiếng với nghiên cứu về giấc ngủ và giấc mơ sáng suốt.

## Tiểu sử

### Thân thế
Léon Le Coq d'Hervey là con trai của Pierre Le Cocq, Nam tước Hervey và vợ là Mélanie Juchereau de Saint-Denys, con gái của một vị tướng Đế chế Thứ Nhất. Cậu ông là Amédée Louis Vincent Juchereau do không có con cái nên đã nhận nuôi ông vào năm 1858 tiện thể kế thừa danh hiệu Hầu tước de Saint-Denys.
Ngày 11 tháng 6 năm 1868, ở tuổi 46, ông kết hôn với Louise de Ward, nữ nam tước người Áo trẻ trung và xinh đẹp mới tròn 18 tuổi, con gái của Nam tước Thomas Ward. Cô dành hết tâm trí vào việc vẽ tranh, ký vào các bức tranh sơn dầu của mình với bút danh Louise Dubréau, tên trang viên gia đình mình là Château du Bréau en Yvelines. Cặp đôi cũng có một dinh thự riêng tại số 9 đại lộ Bosquet ở Paris. Góa chồng, cô tái hôn với hiệp sĩ Jacques de Waru (cháu của Adolphe de Waru và Laure de Chevigné).

### Nhà Hán học
Hervey de Saint Denys được xem là nhà Hán học nổi tiếng của Pháp, nhất là cuốn Recherches sur l'agosystemure et l'horticulture des Chinois xuất bản năm 1851 (Tạm dịch: Nghiên cứu về nông nghiệp và nghề làm vườn của người Trung Quốc), nội dung đề cập đến thực vật và động vật có khả năng có thể được di thực đến và du nhập vào các nước phương Tây. Ông cũng dịch các văn bản thư tịch tiếng Trung và một số câu chuyện Trung Quốc, không quan tâm đến điển tích xưa cũ, nhưng sở hữu giá trị về văn hóa và phong tục Trung Quốc.
Tại Triển lãm Paris năm 1867, Hervey de Saint Denys đóng vai trò là ủy viên phụ trách các cuộc triển lãm về Trung Quốc. Đây là cuộc triển lãm đầu tiên có các gian hàng quốc gia và không gian dành riêng cho Trung Quốc được trưng bày nhằm khơi dậy sự tò mò đặc biệt từ khách tham quan. Nhờ vậy mà ông được tặng thưởng huân chương Bắc Đẩu Bội tinh.
Năm 1874, Hervey de Saint Denys kế nhiệm Stanislas Julien làm giảng viên ngôn ngữ và văn học Trung Quốc, Tartar và Mãn Châu tại trường Collège de France. Ít lâu sau ông được bầu làm thành viên của viện Académie des inscription et belles-lettres vào năm 1878. Ông qua đời trong khách sạn riêng tại Paris vào ngày 2 tháng 11 năm 1892.

### Khám phá giấc mơ sáng suốt
Gần đây, Hervey de Saint Denys bắt đầu được biết đến với những nghiên cứu nội tâm về giấc mơ. D'Hervey cũng là một trong những nhà mộng học (chuyên gia nghiên cứu về giấc mơ) sớm nhất, và ngày nay được coi là "Cha đẻ" của giấc mơ sáng suốt hiện đại. Năm 1867, ông cho xuất bản một cuốn sách dưới dạng một ấn phẩm ẩn danh có tựa đề Les rêves et les moyens de les diriger; observations pratiques (Tạm dịch: Những giấc mơ và cách chỉ dẫn: Những quan sát thực tế). Trong phần chú thích ở trang 1 từ ấn bản năm 1878 của tác phẩm Le sommeil et les rêves của Alfred Maury, D'Hervey de Saint-Denys được xác định là tác giả sách này. Những cây bút như Havelock Ellis (1911), Johann Stärcke (1912), A. Breton (1955) đều đề cập đến thực tế là ấn phẩm ẩn danh nguyên bản này rất khó để kiếm được vì các bản sao khan hiếm, bởi vì ngay sau khi nhà xuất bản Amyot bị phá sản.
D'Hervey bắt đầu ghi chép lại những giấc mơ của mình hàng ngày từ năm 13 tuổi (Ở trang 4 của tác phẩm Les Rêves et les Moyens de Les Diriger, tác giả cho biết rằng mình chỉ mới mười bốn tuổi khi bắt đầu giấc mộng của bản thân). Trong cuốn sách này, tác giả đã đề xuất một khung lý thuyết, các kỹ thuật điều khiển giấc mơ, và ông mô tả những giấc mơ trong đó “người mơ hoàn toàn nhận thức được mình đang mơ”. Thuật ngữ 'giấc mơ sáng suốt' ban đầu được giới nghiên cứu cho là do Frederik van Eeden đề xướng, nhưng một số nhà khoa học gần đây nghi vấn liệu 'giấc mơ sáng suốt' có được lấy cảm hứng từ việc sử dụng thuật ngữ này của Saint-Denys hay không. Denys từng mô tả giấc mơ sáng suốt của chính mình bằng những câu như 'Tôi đã biết về tình trạng của mình'. Thật sai lầm khi nói rằng cuốn sách của Denys chủ yếu đề cập đến những giấc mơ sáng suốt. Nhìn chung, tác phẩm này chỉ tập trung vào sự phát triển của giấc mơ thông thường mà không nói cụ thể về giấc mơ sáng suốt. Chỉ trong những năm gần đây, Saint-Denys mới được phát hiện lại nhờ công trình nghiên cứu mộng học của mình. Trong một bài báo từ Den Blanken & Meijer, các tác giả thắc mắc về thực tế là có quá ít dữ liệu tiểu sử về một người uyên bác như Saint-Denys.

## Ấn phẩm

### Hán học
- Hervey de Saint-Denys (1850). Recherches sur l'agriculture et l'horticulture des Chinois et sur les végétaux, les animaux et les procédés agricoles que l'on pourrait introduire... dans l'Europe occidentale et le nord de l'Afrique. (Nghiên cứu về nông nghiệp và nghề làm vườn của người Trung Quốc). Allouard et Kaeppelin. Paris.text on line
- Hervey de Saint-Denys (1859). La Chine devant l’Europe. Amyot/Paris.text on line
- Hervey de Saint-Denys (1862). Poésies de l'époque des T'ang. Étude sur l’art poétique en Chine (bản dịch Thơ Đường). Paris: Amyot.
- Hervey de Saint-Denys (1869). Recueil de textes faciles et gradués en chinois moderne, avec un tableau des 214 clefs chinoises et un vocabulaire de tous les mots compris dans les exercices, publié à l'usage des élèves de l'École spéciale des langues orientales.
- Hervey de Saint-Denys (1870). Le Li-sao, poéme du IIIe siècle avant notre ére, traduit du chinois (bản dịch Ly tao). Paris: Maisonneuve.
- Hervey de Saint-Denys (1872). Mémoire sur l'histoire ancienne du Japon d'après le Ouen Hien Tong Kao de Ma-Touan-Lin. Imprimerie Nationale. Paris.Text on line
- Hervey de Saint-Denys (1873). Mémoire sur l'ethnographie de la Chine centrale et méridionale, d'après un ensemble de documents inédits tirés des anciens écrivains chinois. In-8°, paginé 109–134. Extrait des "Mémoires de la Société d'ethnographie". XII. text on line
- Hervey de Saint-Denys (1873-1880). Ban Zai Sau, pour servir à la connaissance de l'Extrême-Orient, 4 vol.
- Hervey de Saint-Denys (1875). Sur le pays connu des anciens Chinois sous le nom de Fou-sang, et de quelques documents inédits pouvant servir à l'identifier. Comptes rendus des séances de l'Académie des Inscriptions et Belles-Lettres, Vol. 19, Issue 4, pages 319–335. Text on line
- Hervey de Saint-Denys (1876). Mémoire sur le pays connu sous le nom de Fou-Sang.
- Hervey de Saint-Denys (1876–1883). Ethnographie des peuples étrangers de la Chine (Dân tộc học ngoại kiều ở Trung Quốc), dịch từ tác phẩm của Mã Đoan Lâm.H. Georg, 2 Vol.4. Paris. - London H. Georg. - E. Leroux. - Trübner. text on line
- Hervey de Saint-Denys (1879). Sur une notice de M. August Strindberg concernant les relations de la Suède avec la Chine et les pays tartares, depuis le milieu du XVIIe siècle jusqu'à nos jours. Comptes rendus des séances de l'Académie des Inscriptions et Belles-Lettres, Vol  23, Issue 2, pages 137–140.
- Hervey de Saint-Denys (1885). Trois nouvelles chinoises. Bản dịch các truyện chọn lọc từ Kim cổ kỳ quan 今古奇觀.Ernest Leroux éditeur, « Bibliothèque Orientale Elzévirienne », vol. XLV, Paris. Text on line
- Hervey de Saint-Denys (1886). L’Annam et la Cochinchine. Imprimerie Nationale. Paris.
- Hervey de Saint-Denys (1887). Mémoires sur les doctrines religieuses; de Confucius et de l'école des lettres (Luận về học thuyết tôn giáo; từ Khổng Tử đến trường dạy chữ).
- Hervey de Saint-Denys (1889). La tunique de perles. Une serviteur méritant et Tant le Kiaï-Youen, trois nouvelles chinoises. E. Dentu, Paris. Reprint in Six nouvelles chinoises, Éditions Bleu de Chine, Paris, 1999.
- Hervey de Saint-Denys (1892). Six nouvelles nouvelles, traduites pour la première fois du chinois par le Marquis d’Hervey-Saint-Denys. Éditions J. Maisonneuve, Collection Les Littératures Populaires, t. XXX, Paris. Reprint in Six nouvelles chinoises, Éditions Bleu de Chine, Paris, 1999.
- Hervey de Saint-Denys (2004). Écoutez là-bas, sous les rayons de la lune, traduzione di Li Bai e note del marchese d'Hervey Saint-Denis, Redaction Céline Pillon.

### Mộng học
- Hervey de Saint-Denys (1867). Les Rêves et les moyens de les diriger; Observations pratiques. (Tạm dịch: Giấc mơ và cách chỉ dẫn: Quan sát thực tế). Paris: Librairie d'Amyot, Éditeur, 8, Rue de la Paix.(Originally published anonymous).Text on line
- Henri Cordier (1892). Necrologie: Le Marquis d'Hervey Saint Denys . T'oung Pao- International Journal of Chinese Studies. Vol. 3 No. 5, pag. 517–520. Publisher E.J. Brill/Leiden/The Netherlands.Text on line
- Alexandre Bertrand (1892). Annonce du décès de M. le marquis Léon d'Hervey de Saint-Denys, membre de l'Académie.(Tạm dịch: Thông báo về cái chết của Hầu tước d'Hervey de Saint-Denys, thành viên của viện). Comptes rendus des séances de l'Académie des Inscriptions et Belles-Lettres, Vol. 36, Issue 6, page 377.Text on line
- Alexandre Bertrand (1892). Paroles prononcées par le Président de l'Académie à l'occasion de la mort de M. le marquis d'Hervey-Saint-Denys. (Tạm dịch: Những lời nói của chủ tịch viện nhân cái chết của hầu tước d'Hervey de Saint-Denys). Comptes rendus des séances de l'Académie des Inscriptions et Belles-Lettres, Vol. 36, Issue 6, pages 392–397. Text on line
- Hervey de Saint-Denys (1964). Les Rêves et les moyens de les diriger. Paris: Tchou/Bibliothèque du Merveilleux.Preface by Robert Desoille.  Edited by Jacques Donnars. This edition does not contain 'The Appendix' from the 1867-book. Text on line
- B. Schwartz (1972). Hervey de Saint-Denys: Sa vie, ses recherches et ses découvertes sur le sommeil et les reves. Hommage à l'occasion du 150e anniversaire de sa naissance (Tạm dịch: Hervey de Saint-Denys: Cuộc đời, điều tra và khám phá của ông về giấc ngủ và những giấc mơ. Kỷ niệm 150 năm ngày sinh của ông). Revue d'Electroencéphalographie et de Neurophysiologie Clinique, Vol 2, Issue 2, April–June 1972, pages 131–139.
- Hervey de Saint-Denys (1977). Les Rêves et les moyens de les diriger. Plan de la Tour: Editions d'Aujourd'hui. (Bản in lại bản chụp của Tchou-Edition).
- Hervey de Saint-Denys (1982). Dreams and how to guide them (Tạm dịch: Giấc mơ và hướng dẫn về cách mơ). N.Fry dịch và Morton Schatzman hiệu đính. London. Gerald Duckworth. ISBN 0-7156-1584-X. (abbreviated version)
- C.M. den Blanken & E.J.G. Meijer (1988/1991). An Historical View of "Dreams and the Ways to Direct Them; Practical Observations" của Marie-Jean-Léon LeCoq, le Marquis d'Hervey-Saint-Denys. Lucidity Letter, December, 1988, Vol.7, No.2, p. 67-78. Revised Edition:Lucidity,1991, Vol.10 No.1&2, p. 311-322. Bài viết này kèm theo bản dịch tiếng Anh của Phụ lục bị lãng quên từ ấn bản năm 1867. Text on line
- Hervey de Saint-Denys (1991). Les Reves et les Moyens de les Diriger. Editor D'Aujourd'hui. ISBN 9782915842135. Không có hình minh họa.
- B. Schwartz (1992). Ce qu'on a du savoir, cru savoir, pu savoir sur la vie du marquis d'Hervey de Saint-Denys.(Tạm dịch: Điều gì đã được cho là được biết và những gì được cho là đã được biết). Oniros no. 37/38, pag. 4–8. Soc. Oniros/Paris.
- R. Ripert (1992). Découverte et réhabilitation d'Hervey de Saint-Denys.(Tạm dịch: Khám phá và phục hồi của d'Hervey de Saint-Denys). Oniros no.37/38 pag. 20–21. Soc. Oniros/Paris.
- Hervey de Saint-Denys (1995). Les Reves et Les Moyens de Les Diriger:Observations Pratiques. ISBN 978-2-909318-03-5. Soc.Oniros/Paris.
- O. de Luppé, A. Pino, R. Ripert & B. Schwartz (1995).  D'Hervey de Saint-Denys 1822-1892; Biographie, Correspondance familiale, l'oeuvre de l'onirologue & du sinologue; les hommages rendus à l'auteur lors du centenaire de sa mort et l'exposition artistique autour de ses rêves. (Tạm dịch: D'Hervey de Saint-Denys 1822-1892; Tiểu sử, Thư từ trong gia đình, các tác phẩm về mộng học và Hán học; Tưởng nhớ tác giả nhân kỷ niệm một trăm năm ngày mất của ông và bình phẩm nghệ thuật liên quan đến những giấc mơ của ông) Oniros, BP 30, 93451 Ile Saint-Denis cedex. The tributes are by Carolus den Blanken, Celia Green, Roger Ripert and Paul Tholey. ISBN 978-2909318035
- Hervey de Saint-Denys (2000). I sogni e il modo di dirigerli. (Tạm dịch: Giấc mơ và cách điều khiển giấc mơ). C.M. Carbone dịch, Il Minotauro, Phoenix. ISBN 9788886732246.
- Hervey de Saint-Denys (2013). Dromen: Praktische Observaties. (Tạm dịch: Giấc mơ: Quan sát thực tế - Bản dịch trọn bộ tiếng Hà Lan cuốn Les Rêves et les moyens de les diriger: Observations Pratiques)(E-book) ISBN 978-90-82096309. Drs. Carolus M. den Blanken dịch và chú giải. Text on line
- Hervey de Saint-Denys (2007).  Les Rêves et les moyens de les diriger. Không có hình minh họa. ISBN 978-2-915842-23-4 Broché. Editions Cartouche/Paris. Cũng ở định dạng sách điện tử.
- Hervey de Saint-Denys, Marie Jean Leon (2008). Les Reves et les Moyens de les diriger. Không có hình minh họa. Không có phụ lục. ISBN 9782915495515. Paperback, Buenos Books International/Paris.
- Hervey de Saint-Denys, Marie Jean Leon (2012). Yume no sojuho. ISBN 9784336054944. Editor Takashi Tachiki. Publ. Kokushokankokai/Tokyo;2012.
- Jacqueline Carroy (2013), La force et la couleur des rêves selon Hervey de Saint-Denys , Rives méditerranéennes, 44 | 2013, 53–68.
- Hervey de Saint-Denys, Marie Jean Leon (2013). Les Reves et les Moyens de les diriger. Không có hình minh họa. Không có phụ lục.  E-Pub Edition, Buenos Books America LLC. ISBN 9782915495522.
- Hervey de Saint-Denys (2016). Dreams and the Ways to Direct Them: Practical Observations. Carolus den Blanken/Utrecht xuất bản (Sách điện tử) ISBN 978-90-820963-6-1. Hiệu đính: TS. Carolus den Blanken và TS. Eli Meijer. Dịch giả tiếng Anh: TS. Carolus den Blanken. Người dịch câu tiếng Hy Lạp & tiếng Latinh: GS. TS. Jan van Gijn. Bản dịch trọn bộ.
- Hervey de Saint-Denys (2020). Dreams and the Ways to Direct Them: Practical Observations, Including an appendix with a record of a dream after taking hashish. Inner Garden Press/Utrecht (Sách điện tử) ISBN 978-94-6163-041-4. Hiệu đính: Derekh Moreh.